# Elecciones municipales de Andahuaylas de 2014
Las elecciones municipales de Andahuaylas de 2014 se llevaron a cabo el 5 de octubre de 2014 para elegir al alcalde y al Concejo Provincial de Andahuaylas para el periodo 2015-2018. La elección se celebró simultáneamente con elecciones regionales y municipales (provinciales y distritales) en todo el Perú.

## Sistema electoral
La Municipalidad Provincial de Andahuaylas es el órgano administrativo y de gobierno de la provincia de Andahuaylas. Está compuesta por el alcalde y el Concejo Provincial.
La votación del alcalde y el concejo se realiza en base al sufragio universal, que comprende a todos los ciudadanos nacionales mayores de dieciocho años, empadronados y residentes en la provincia de Andahuaylas y en pleno goce de sus derechos políticos, así como a los ciudadanos no nacionales residentes y empadronados en la provincia de Andahuaylas.
El Concejo Provincial de Andahuaylas está compuesto por 11 regidores elegidos por sufragio directo para un período de cuatro (4) años, en forma conjunta con la elección del alcalde (quien lo preside). La votación es por lista cerrada y bloqueada. Se asigna a la lista ganadora los escaños según el método d'Hondt o la mitad más uno, lo que más le favorezca.

## Composición del Concejo Provincial de Andahuaylas
La siguiente tabla muestra la composición del Concejo Provincial de Andahuaylas antes de las elecciones.
| Partidos | Partidos                                         | Regidores |
| -------- | ------------------------------------------------ | --------- |
|          | Movimiento Popular Kallpa                        | 7         |
|          | Movimiento de Integración Kechwa Apurímac        | 2         |
|          | Movimiento Macrorregional Todas las Sangres      | 1         |
|          | Movimiento Independiente Regional Apurímac Unido | 1         |

## Partidos y candidatos
A continuación se muestra una lista de los principales partidos y alianzas electorales que participaron en las elecciones:
| Candidatura | Candidatura | Partidos y alianzas                                                 | Candidatos | Candidatos                  | Ideología                                                          | Resultado previo | Resultado previo | Ref. |
| Candidatura | Candidatura | Partidos y alianzas                                                 | Candidatos | Candidatos                  | Ideología                                                          | Votos (%)        | Con.             | Ref. |
| ----------- | ----------- | ------------------------------------------------------------------- | ---------- | --------------------------- | ------------------------------------------------------------------ | ---------------- | ---------------- | ---- |
|             | Kallpa      | Lista - Movimiento Popular Kallpa (Kallpa)                          |            | Reynaldo Malpartida Tincopa | Regionalismo apurimeño                                             | 27.88%           | 7                |      |
|             | MINKA       | Lista - Movimiento de Integración Kechwa Apurímac (MINKA)           |            | Carlos Malpartida Aparco    | Regionalismo apurimeño                                             | 20.75%           | 2                |      |
|             | PPA         | Lista - Poder Popular Andino (PPA)                                  |            | Toribio Peralta Capcha      | Regionalismo apurimeño                                             | 7.66%            | 0                |      |
|             | AP          | Lista - Acción Popular (AP)                                         |            | Bertholt Jimenez Espinoza   | Partido atrapalotodo                                               | Nuevo            | Nuevo            |      |
|             | UPP         | Lista - Unión por el Perú (UPP)                                     |            | Narciso Campos Truyenque    | Nacionalismo de izquierda Socialdemocracia                         | Nuevo            | Nuevo            |      |
|             | PP          | Lista - Perú Posible (PP)                                           |            | Carlos Merino Pocco         | Socioliberalismo Democracia liberal Tercera vía                    | Nuevo            | Nuevo            |      |
|             | APP         | Lista - Alianza para el Progreso (APP)                              |            | Lilia Vargas Céspedes       | Liberalismo económico Conservadurismo liberal Populismo de derecha | Nuevo            | Nuevo            |      |
|             | PHP         | Lista - Partido Humanista Peruano (PHP)                             |            | Julio Huaraca Merino        | Humanismo Socialismo Ecosocialismo                                 | Nuevo            | Nuevo            |      |
|             | FP          | Lista - Fuerza Popular (FP)                                         |            | Alibar Serrano Muñoz        | Fujimorismo Conservadurismo social Populismo de derecha            | Nuevo            | Nuevo            |      |
|             | MIFCAR      | Lista - Movimiento Independiente Fuerza Campesina Regional (MIFCAR) |            | Marcelo Quispe Pérez        | Regionalismo apurimeño                                             | Nuevo            | Nuevo            |      |
|             | TUPACH      | Lista - Todos Unidos por Apurímac Chanka (TUPACH)                   |            | Abel Gutiérrez Buezo        | Regionalismo apurimeño                                             | Nuevo            | Nuevo            |      |

## Resultados

### Sumario general
|                        |                                                             |              |              |              |           |           |  |  |
| Partidos y coaliciones | Partidos y coaliciones                                      | Voto popular | Voto popular | Voto popular | Regidores | Regidores |  |  |
| Partidos y coaliciones | Partidos y coaliciones                                      | Votos        | %            | ±pp          | Total     | +/−       |  |  |
|                        | Unión por el Perú (UPP)                                     | 21,695       | 31.21        | n/a          | 7         | +7        |  |  |
|                        | Movimiento Popular Kallpa (Kallpa)                          | 12,432       | 17.89        | –9.99        | 2         | –5        |  |  |
|                        | Todos Unidos por Apurímac Chanka (TUPACH)                   | 9,546        | 13.73        | Nuevo        | 1         | +1        |  |  |
|                        | Fuerza Popular (FP)                                         | 6,116        | 8.80         | Nuevo        | 1         | +1        |  |  |
|                        | Movimiento Independiente Fuerza Campesina Regional (MIFCAR) | 4,917        | 7.07         | Nuevo        | 0         | ±0        |  |  |
|                        | Poder Popular Andino (PPA)                                  | 4,016        | 5.78         | –1.88        | 0         | ±0        |  |  |
|                        | Alianza para el Progreso (APP)                              | 3,563        | 5.13         | Nuevo        | 0         | ±0        |  |  |
|                        | Partido Humanista Peruano (PHP)                             | 2,853        | 4.10         | Nuevo        | 0         | ±0        |  |  |
|                        | Movimiento de Integración Kechwa Apurímac (MINKA)           | 2,374        | 3.42         | –17.33       | 0         | –2        |  |  |
|                        | Perú Posible (PP)                                           | 1,128        | 1.62         | n/a          | 0         | ±0        |  |  |
|                        | Acción Popular (AP)                                         | 870          | 1.25         | n/a          | 0         | ±0        |  |  |
|                        |                                                             |              |              |              |           |           |  |  |
| Total                  | Total                                                       | 69,510       |              |              | 11        | ±0        |  |  |
|                        |                                                             |              |              |              |           |           |  |  |
| Votos válidos          | Votos válidos                                               | 69,510       | 85.79        | +10.31       |           |           |  |  |
| Votos en blanco        | Votos en blanco                                             | 5,115        | 6.31         | –8.80        |           |           |  |  |
| Votos nulos            | Votos nulos                                                 | 6,395        | 7.89         | –1.53        |           |           |  |  |
| Votos emitidos         | Votos emitidos                                              | 81,020       | 81.25        | –1.76        |           |           |  |  |
| Abstenciones           | Abstenciones                                                | 18,699       | 18.75        | +1.76        |           |           |  |  |
| Votantes registrados   | Votantes registrados                                        | 99,719       |              |              |           |           |  |  |
|                        |                                                             |              |              |              |           |           |  |  |
| Fuente:                |                                                             |              |              |              |           |           |  |  |

## Elecciones municipales distritales

### Resultados por distrito
La siguiente tabla enumera el control de los distritos de la provincia de Andahuaylas. El cambio de mando de una organización política se resalta del color de ese partido.
| Distrito                   | Alcalde(sa) titular      | Partido político | Partido político            | Alcalde(sa) electo(a)       | Partido político | Partido político          |
| -------------------------- | ------------------------ | ---------------- | --------------------------- | --------------------------- | ---------------- | ------------------------- |
| Andarapa                   | José Borda Chipana       |                  | Integración Kechwa Apurímac | Edy Hurtado Altamirano      |                  | Unión por el Perú         |
| Chiara                     | Nicanor Yntusca Villa    |                  | Movimiento Popular Kallpa   | Pauliño Sauñe Atauje        |                  | Movimiento Popular Kallpa |
| Huancarama                 | Pablo Sante Vega         |                  | Unión por el Perú           | José Peceros Paira          |                  | Fuerza Popular            |
| Huancaray                  | Eugenio Quispe Pérez     |                  | Movimiento Popular Kallpa   | Nicanor Yupanqui Llancari   |                  | Todos Unidos por Apurímac |
| Huayana                    | Pedro Mayhuiri Pacasi    |                  | Integración Kechwa Apurímac | Camilo Urpe Pacasi          |                  | Fuerza Popular            |
| Kaquiabamba                | Eber Rodríguez Vásquez   |                  | Movimiento Popular Kallpa   | Grimaldo Damiano Huamán     |                  | Movimiento Popular Kallpa |
| Kishuará                   | Claudio Carrasco Leguía  |                  | Partido Aprista Peruano     | Cecilio Quispe Pichihua     |                  | Movimiento Popular Kallpa |
| Pacobamba                  | Hercilio Ayquipa Hurtado |                  | Integración Kechwa Apurímac | Hebert Juárez Vera          |                  | Unión por el Perú         |
| Pacucha                    | Plácido Onzueta Benites  |                  | Movimiento Popular Kallpa   | Claudio Velasque Oscco      |                  | Unión por el Perú         |
| Pampachiri                 | Fermín Osorio Huayhuas   |                  | Movimiento Popular Kallpa   | Waver Rodríguez Capcha      |                  | Unión por el Perú         |
| Pomacocha                  | Bruno Utani Laupa        |                  | Movimiento Popular Kallpa   | Emerson Utani Laupa         |                  | Movimiento Popular Kallpa |
| San Antonio de Cachi       | Diógenes Gómez Orihuela  |                  | Todas las Sangres           | Juan Pérez Quispe           |                  | Alianza para el Progreso  |
| San Jerónimo               | Marcelo Quispe Pérez     |                  | Apurímac Unido              | Henry Palomino Rincón       |                  | Unión por el Perú         |
| San Miguel de Chaccrapampa | Walter Unton Durand      |                  | Frente Popular Llapanchik   | Walter Unton Durand         |                  | Unión por el Perú         |
| Santa María de Chicmo      | Alejandro Guizado Andía  |                  | Movimiento Popular Kallpa   | Gonzalo Gutiérrez Ñahuirima |                  | Movimiento Popular Kallpa |
| Talavera                   | Juan Andía Peceros       |                  | Unión por el Perú           | Juan Andía Peceros          |                  | Todos Unidos por Apurímac |
| Tumay Huaraca              | Honorato Ramírez Sotaya  |                  | Movimiento Popular Kallpa   | Florisa Peceros de la Cruz  |                  | Movimiento Popular Kallpa |
| Turpo                      | Amancio Chircca Rodas    |                  | Integración Kechwa Apurímac | Fredy Herbas Aparco         |                  | Unión por el Perú         |